# جنرال الکتریک جی۷۳
جنرال الکتریک جی۷۳ (به انگلیسی: General Electric J73) یک موتور هواگرد ساختِ کارخانهٔ جی‌ئی اوییشن در کشور ایالات متحده آمریکا است.